# Moultoniella bipars
Moultoniella bipars är en insektsart som beskrevs av Victor Lallemand 1923. Moultoniella bipars ingår i släktet Moultoniella och familjen spottstritar. Inga underarter finns listade i Catalogue of Life.